# 护河镇
护河镇，是中华人民共和国安徽省马鞍山市当涂县下辖的一个乡镇级行政单位。

## 行政区划
护河镇下辖以下地区：
护驾墩社区、青山村、园艺村、护河村、兴禾村、清潭村和幸福村。